# ヘンリー・フォックス＝ストラングウェイズ (第2代イルチェスター伯爵)

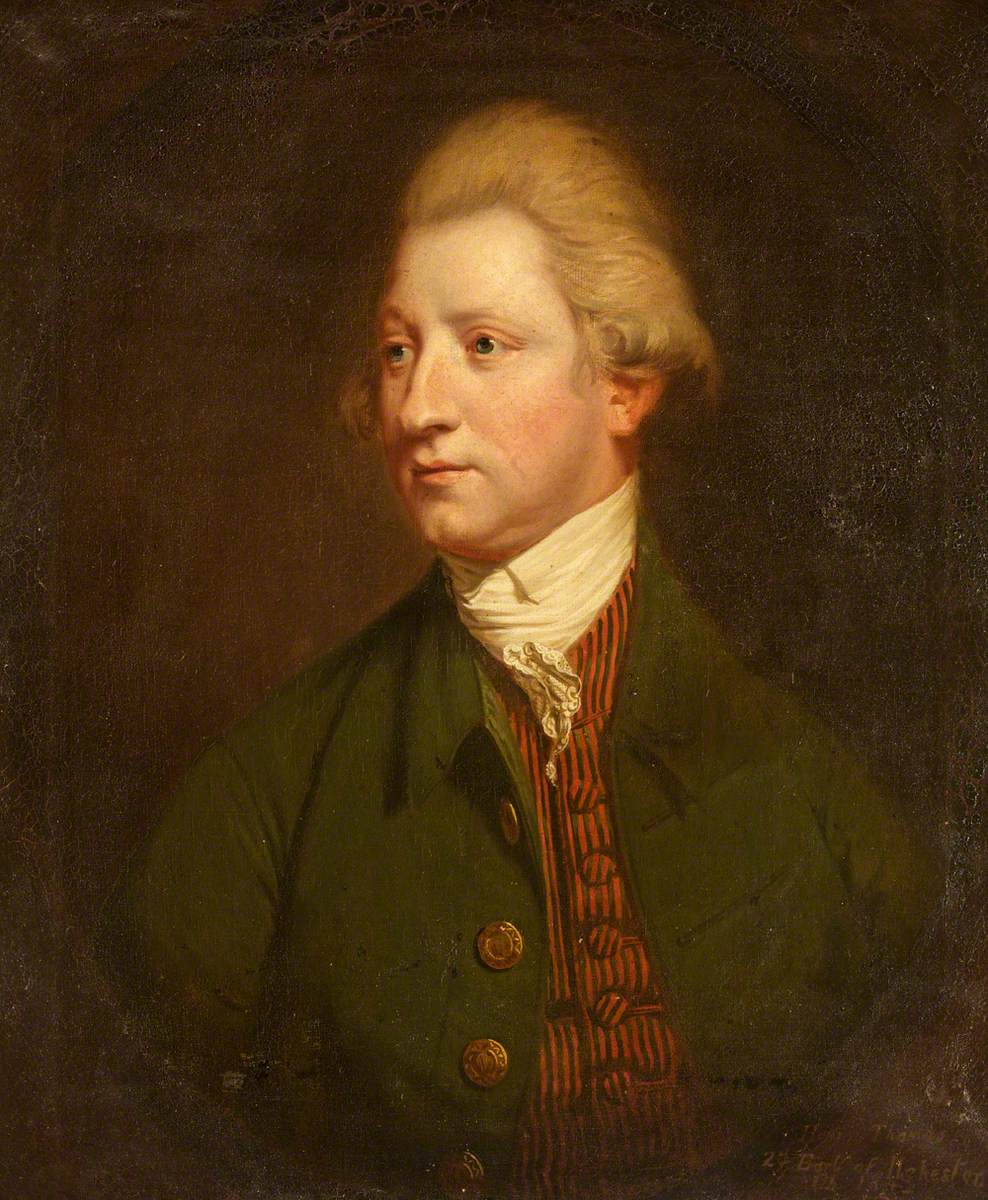
トマス・ビーチによる肖像画

第2代イルチェスター伯爵ヘンリー・トマス・フォックス＝ストラングウェイズ（英語: Henry Thomas Fox-Strangways, 2nd Earl of Ilchester、1747年8月10日 – 1802年9月5日）は、グレートブリテン王国の貴族、政治家。1768年から1774年まで庶民院議員を務めた。1756年から1776年までストラヴォデイル卿の儀礼称号を使用した。

## 生涯
初代イルチェスター伯爵スティーブン・フォックス＝ストラングウェイズと妻エリザベス（1723年2月11日 – 1792年11月15日、旧姓ストラングウェイズ＝ホーナー、トマス・ストラングウェイズ＝ホーナーの娘）の息子として、1747年8月10日に生まれ、25日にピカデリーの聖ジェームズ教会で洗礼を受けた。1760年から1764年までイートン・カレッジで教育を受けた後、1765年3月6日にオックスフォード大学クライスト・チャーチに入学した。
叔父の初代ホランド男爵ヘンリー・フォックスの後援を受けて、1768年イギリス総選挙でミッドハースト選挙区から出馬して、無投票で当選した。議会ではブラス・クロスビーの議会議事録出版問題で与党に同調し、1772年王室結婚法をめぐり野党に同調して投票した。1774年イギリス総選挙ではホランド男爵がミッドハースト選挙区を掌握できなくなり、フォックス＝ストラングウェイズはほかの選挙区でも立候補せずに議員を退任した。
1770年にコルネット（騎兵少尉）として乗馬連隊第1連隊に入隊、1771年に第24歩兵連隊の大尉に昇進した。1775年に連隊のアメリカ派遣が決まると、軍職を売却して引退した。
ホレス・ウォルポールによる1770年2月の手紙などではフォックス＝ストラングウェイズのギャンブルについて記載されており、フォックス＝ストラングウェイズは従兄弟にあたるチャールズ・ジェームズ・フォックスと同じくギャンブル好きだった。
1776年9月26日に父が死去すると、イルチェスター伯爵位を継承、1776年11月12日に貴族院議員に就任した。
1802年9月5日に死去、息子ヘンリー・スティーブンが爵位を継承した。

## 家族
1772年8月26日、メアリー・テリーザ・オグレディ（Mary Theresa O'Grady、1790年6月14日没、スタンディッシュ・オグレディの娘）と結婚、2男6女をもうけた。
- エリザベス・テリーザ（1844年3月没） - 1796年4月17日、ウィリアム・デイヴェンポート・タルボット（William Davenport Talbot）と結婚。1804年4月24日、海軍軍人フィールディング氏（Feilding、1837年没）と再婚
- メアリー・ルーシー（1855年2月3日没） - 1794年2月、トマス・マンセル・タルボット（Thomas Mansel Talbot）と結婚。1815年4月28日、サー・クリストファー・コール（1836年没）と再婚[5]
- ハリオット（Harriot、1844年8月6日没） - 1799年、ジェームズ・フランプトン（James Frampton）と結婚[5]
- シャーロット・アン（1826年没[5]） - 1810年12月5日、第2代準男爵サー・チャールズ・レモン（英語版）と結婚、子供あり[6]
- ルイーザ・エマ（1785年6月27日 – 1851年4月3日） - 1808年3月30日、第3代ランズダウン侯爵ヘンリー・ペティ＝フィッツモーリスと結婚、子供あり[7]
- ヘンリー・スティーブン（1787年2月21日 – 1858年1月3日） - 第3代イルチェスター伯爵[1]

1794年8月28日、マリア・ディグビー（Maria Digby、1842年9月23日没、聖職者ウィリアム・ディグビーの娘）と再婚、3男をもうけた。
- ウィリアム・トマス・ホーナー（英語版）（1795年5月7日 – 1865年1月10日） - 第4代イルチェスター伯爵[1]
- ジャイルズ・ディグビー・ロバート（Giles Digby Robert、1798年5月26日 – 1827年2月12日[5]）
- ジョン・ジョージ・チャールズ（英語版）（1803年2月6日 – 1859年9月8日） - 庶民院議員。1844年2月19日、アメリア・マージョリーバンクス（Amelia Majoribanks、1886年9月9日没、エドワード・マージョリーバンクスの娘）と結婚、子供あり。第5代イルチェスター伯爵ヘンリー・エドワード・フォックス＝ストラングウェイズの父[5]